# Bazolles
Bazolles település Franciaországban, Nièvre megyében. Lakosainak száma 284 fő (2022. január 1.).

## Fekvése
Bazolles Vitry-Laché, Achun, La Collancelle, Crux-la-Ville, Mont-et-Marré és Saint-Maurice községekkel határos.

## Népesség
A település népességének változása:
| Lakosok száma | 284  | 286  | 287  | 279  | 279  | 280  | 280  | 280  | 284  |
|               | 2013 | 2015 | 2016 | 2017 | 2018 | 2019 | 2020 | 2021 | 2022 |